# 879
| 879                |
| ------------------ |
| Dødsfald - Fødsler |
|                    |

| Gregoriansk kalender | 879 DCCCLXXIX           |
| Ab urbe condita      | 1632                    |
| Armensk kalender     | 328 ԹՎ ՅԻԸ              |
| Kinesiske kalender   | 3575 – 3576 戊戌 – 己亥 |
| Etiopisk kalender    | 871 – 872               |
| Jødisk kalender      | 4639 – 4640             |
| Hindukalendere       |                         |
| - Vikram Samvat      | 934 – 935               |
| - Shaka Samvat       | 801 – 802               |
| - Kali Yuga          | 3980 – 3981             |
| Iransk kalender      | 257 – 258               |
| Islamisk kalender    | 265 – 266               |

Se også 879 (tal)

## Født
- Karl 3. den Enfoldige